# داينييه
داينييه هي بلدية فرنسية تقع في إقليم الأردين في منطقة غراند إيست.

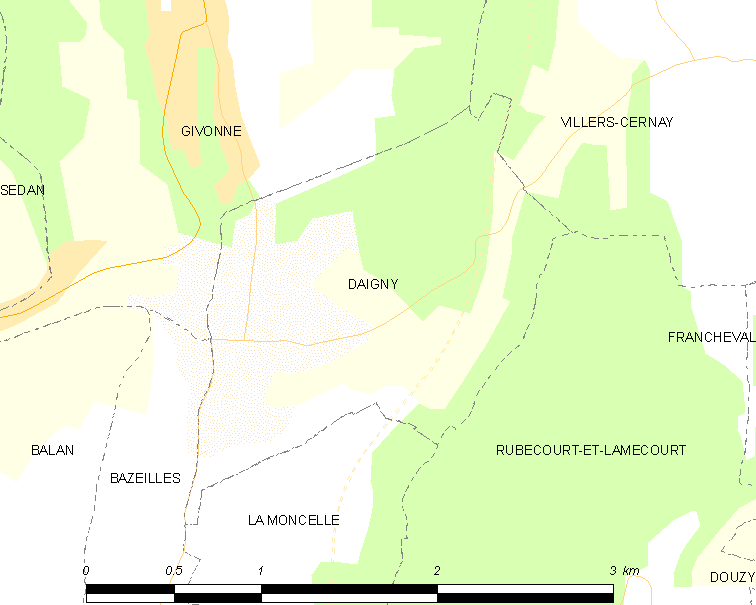
دانييه والمجتمعات المحيطة.

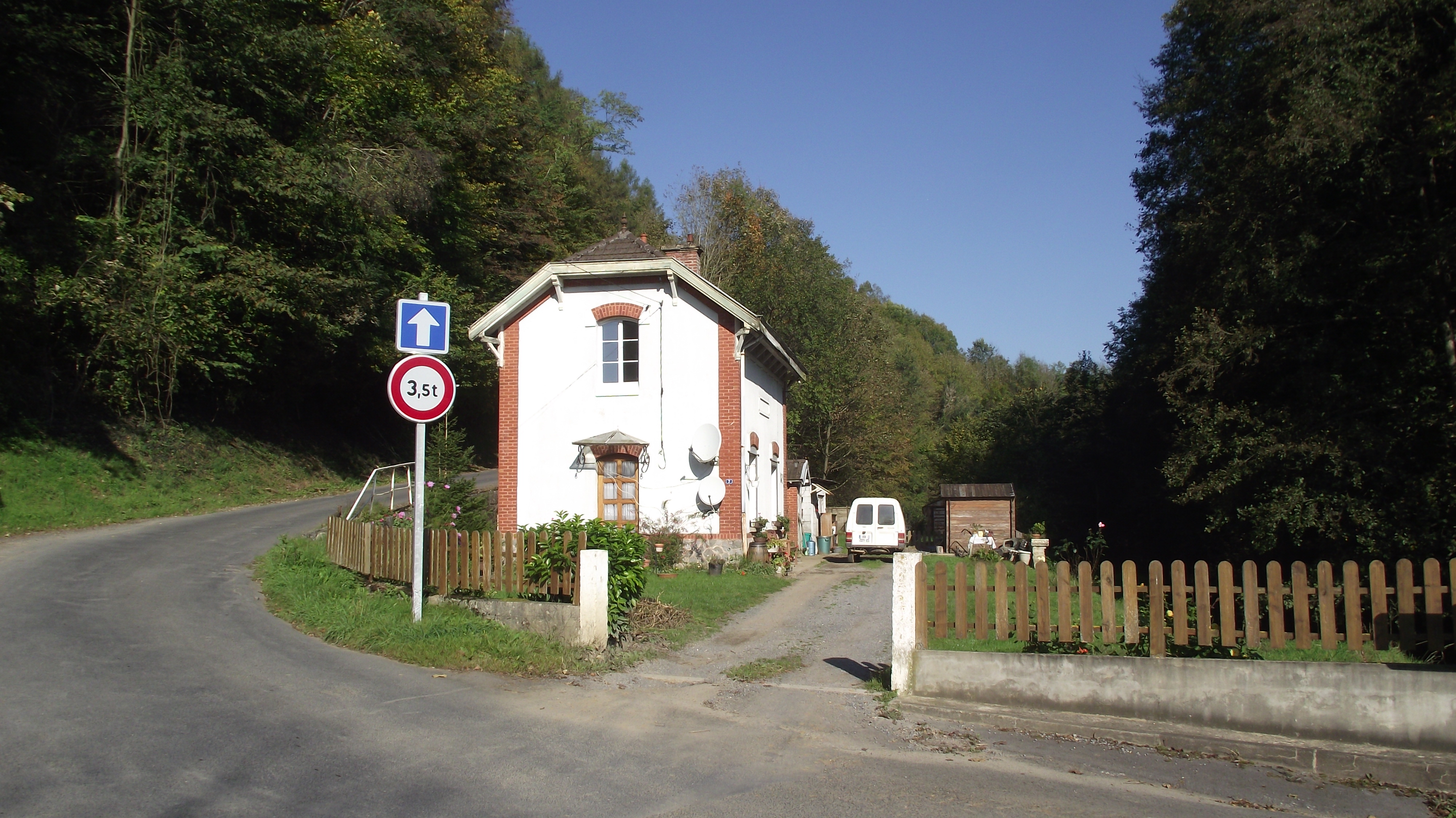
محطة ديجني القديمة.

## الأماكن والمعالم الأثرية
- نصب حرب 1939-1945 ، مركبة استطلاع فرنسية مدرعة مثبتة على إطارات في ساحة البلدة. وهو الحرف من الفرقة 12 للصيادين على ظهور الخيل ، الذي تم حله عام 1984 والذي كانت أرض مناوراته في إقليم ديني.[6]